# Eerste Nederlandse Rondkartonnagefabriek
De Eerste Nederlandse Rondkartonnagefabriek BV (ENR) is een papierverwerkend bedrijf met als specialisatie het maken van ronde kartonnen producten. Het bedrijf heeft fabrieken in 's-Gravendeel en Kerkrade en heeft ongeveer 80 werknemers.

## Geschiedenis
Het bedrijf is opgericht in 1934 en produceerde aanvankelijk schuurpoederbussen, bijvoorbeeld voor Vim. Deze rechtgewikkelde kartonnen bussen hadden gaatjes aan de bovenzijde, zodat het poeder eenvoudig uitgestrooid kon worden. Tegenwoordig is het schuurpoeder vrijwel in zijn geheel vervangen door schuurmiddelen in vloeibare vorm, zoals Cif, die in plastic flacons zijn verpakt.

## Producten
ENR heeft noodgedwongen de productie stil moeten leggen bij de aanvang van de Tweede Wereldoorlog in 1940. Na de Bevrijding kwam in 1945 de productie van kartonnen bussen weer op gang. In het jaar 1949 deed een nieuw product zijn intrede: conische hulzen voor de textielindustrie. De conische vorm zorgde ervoor dat de opgewikkelde draad gemakkelijk van de huls af gleed. Tot het einde van de jaren 60 van de 20e eeuw was dit een succesvol product. Gedurende de jaren zeventig verdween de textielindustrie echter grotendeels uit Nederland.

## Kokers
In het begin van de jaren 60 van de 20e eeuw werd de techniek van het spiraalsgewijs wikkelen van kartonnen kokers, die was ontwikkeld in de Verenigde Staten, ook in Europa geïntroduceerd. Deze kokers worden gebruikt in tal van industrietakken om er materialen op te wikkelen, zoals folie, papier en textiel. Ook worden ze gebruikt om materialen in te verpakken en/of te versturen. De productie van kartonnen kokers is daarmee zeer belangrijk geworden voor ENR. De basisproducten zijn momenteel kartonnen kokers, haspels en vaten.